# سوميريست أفسي
سوميريست هو نادي كرة قدم أسترالي تم إنشاؤه في سنة 1979 الميلادية 